# Ногайти (Байганінський район)
Ногайти́ (каз. Ноғайты) — село складі Байганінського району Актюбінської області Казахстану. Адміністративний центр та єдиний населений пункт Ащинського сільського округу.
Населення — 1330 осіб (2021; 1539 у 2009, 1857 у 1999, 1717 у 1989).